# Летние Олимпийские игры 1932
X летние Олимпийские игры (англ. 1932 Summer Olympics), официально известные как Игры Х Олимпиады (англ. Games of the X Olympiad), были международным многофункциональным спортивным событием, которое прошло с 30 июля по 14 августа 1932 года в Лос-Анджелесе.
Соединённые Штаты Америки подали единственную заявку на проведение летних Олимпийских игр. Поскольку Игры состоялись в разгар Великой депрессии, многие страны и спортсмены оказались не в состоянии заплатить за поездку в Лос-Анджелес. Более половины числа участников летних Олимпийских игр 1928 года в Амстердаме не соревновались в 1932 году. Президент США Герберт Гувер не посещал Игры, став первым главой правительства, который не явился на Олимпийские игры, принимаемые в своей же стране (Олимпиаду открывал вице-президент США Чарльз Кёртис).
Оргкомитет Олимпиады не вёл учёта финансов. В докладе по итогам, впрочем, было указано, что Игры дали прибыль 1 000 000 долларов США.

Медаль X летних Олимпийских игр

## Олимпийские объекты
Олимпийская деревня для мужчин была построена в Болдуин Хиллз. Женщины-спортсмены были размещены на Чэпмен Парк: в отеле на бульваре Вилшир. Поскольку в Лос-Анджелесе не было полноценного стадиона, его роль сыграл «Мемориал Колизей». Десятая улица — главная магистраль Лос-Анджелеса — в честь Игр была переименована в Олимпийский бульвар.

## Участники

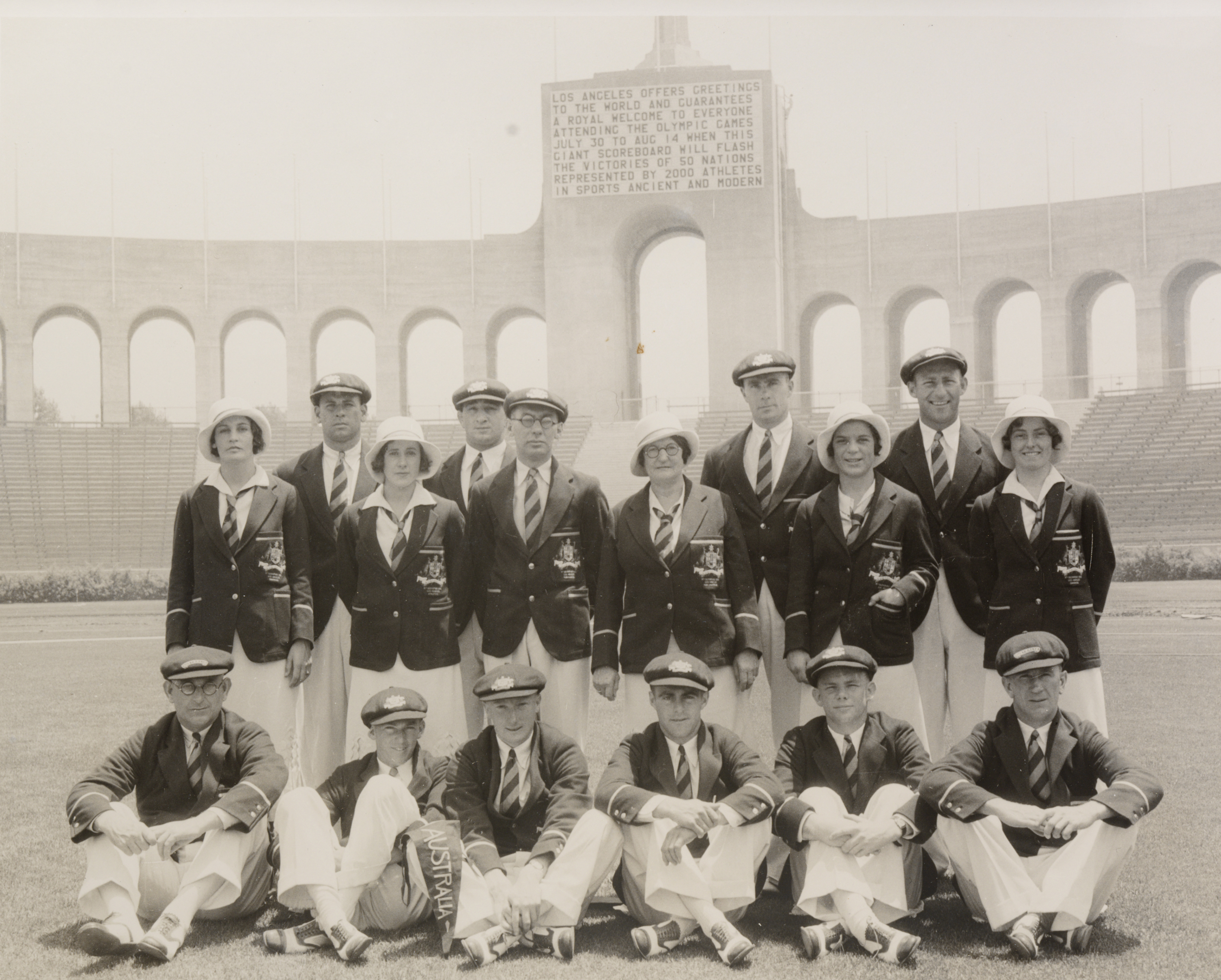
Сборная Австралии на Олимпийском стадионе в Лос-Анджелесе

В соревнованиях приняли участие спортивные делегации из 37 стран: Австралия, Австрия, Аргентина, Бельгия, Бразилия, Великобритания, Венгрия, Германия, Греция, Гаити, Дания, Индия, Ирландия, Испания, Италия, Канада, Китай, Колумбия, Латвия, Мексика, Нидерланды, Новая Зеландия, Норвегия, Польша, Португалия, США, Уругвай, Филиппины, Финляндия, Франция, Чехословакия, Швеция, Швейцария, Эстония, Югославия, Южная Африка, Япония. Впервые приняли участие спортсмены Китая и Колумбии.

## Соревнования
В программу летних Олимпийских игр 1932 года вошли следующие виды спорта:
- Академическая гребля
- Бокс
- Борьба
- Велоспорт
- Водное поло
- Гимнастика
- Конный спорт
- Лёгкая атлетика
- Парусный спорт
- Плавание
- Прыжки в воду
- Современное пятиборье
- Стрельба
- Тяжёлая атлетика
- Фехтование
- Хоккей на траве

## Медальный зачёт
| Место | Страна         | Золото | Серебро | Бронза | Всего |
| ----- | -------------- | ------ | ------- | ------ | ----- |
| 1     | США            | 41     | 32      | 30     | 103   |
| 2     | Италия         | 12     | 12      | 12     | 36    |
| 3     | Франция        | 10     | 5       | 4      | 19    |
| 4     | Швеция         | 9      | 5       | 9      | 23    |
| 5     | Япония         | 7      | 7       | 4      | 18    |
| 6     | Венгрия        | 6      | 4       | 5      | 15    |
| 7     | Финляндия      | 5      | 8       | 12     | 25    |
| 8     | Великобритания | 4      | 7       | 5      | 16    |
| 9     | Германия       | 3      | 12      | 5      | 20    |
| 10    | Австралия      | 3      | 1       | 1      | 5     |